# Midge Ure
Pour les articles homonymes, voir Ure.
Midge Ure, né James Ure, le 10 octobre 1953 à Cambuslang, Lanarkshire en Écosse, est un musicien, auteur-compositeur-interprète britannique. Son nom de scène, Midge, est un anacyclique phonétique du diminutif de son prénom, « Jim ».
Il connaît le succès dans les années 1970 et 1980 au sein de plusieurs groupes (Slik, Rich Kids, Thin Lizzy, Visage, Ultravox) puis en solo, explorant divers styles musicaux (punk, post-punk, new wave/synthpop et hard rock). Avec Bob Geldof, il est à l'origine du Band Aid et co-auteur de la chanson Do They Know It's Christmas?.

## Biographie
En 1972, Midge Ure intègre le groupe pop-rock Salvation comme guitariste. Deux ans plus tard, il en devient également le chanteur, puis la formation change son nom en Slik. En janvier 1976, Slik se classe en tête des charts britanniques avec le single Forever and Ever, écrit par Bill Martin et Phil Coulter, figurant sur l'unique album du groupe, Slik, qui sort quelques mois plus tard. S'orientant vers un style plus punk, le groupe change encore de nom et devient PVC2 avant de se séparer en 1977.
Si Midge Ure avait refusé en 1975 une proposition de devenir le chanteur des Sex Pistols, c'est avec l'ex-bassiste de ce groupe, Glen Matlock, qu'il va jouer en intégrant Rich Kids juste après le split de PVC2. Bien qu'éphémère, le groupe enregistre un album Ghosts of Princes in Towers, produit par Mick Ronson, qui sort en 1978, et dont est extrait le single Rich Kids qui se classe 24e au Royaume-Uni.
En désaccord avec les autres membres, Midge Ure et le batteur Rusty Egan veulent développer un son plus synthétique. Le groupe se sépare. Ure et Egan forment aussitôt Visage avec Steve Strange au chant. Résolument synthpop, le groupe met en vedette les synthétiseurs, joués par Midge Ure, et la boîte à rythmes.
D'autres musiciens rejoignent Visage en 1979 : Barry Adamson, John McGeoch, Dave Formula ainsi que Billy Currie du groupe Ultravox dont le chanteur, John Foxx, et le guitariste, Robin Simon, viennent de quitter. Midge Ure accepte la proposition de Billy Currie de les remplacer tous les deux.
Visage enregistre son premier album homonyme qui sort en 1980, contenant le single Fade to Grey qui connaît un franc succès non seulement au Royaume-Uni (8e dans les charts britanniques) mais ailleurs en Europe (numéro 1 en Allemagne et en Suisse) et en Océanie également,. En parallèle, Midge Ure a trouvé le temps de jouer sur scène avec Thin Lizzy, remplaçant au pied levé Gary Moore au poste de guitariste. Il compose avec Phil Lynott, le leader de Thin Lizzy, le titre Yellow Pearl que Lynott enregistre peu après en solo et qui devient son plus gros succès. Une version remixée de la chanson est choisie comme générique de l'émission télévisée Top of the Pops.
Midge Ure enchaîne avec l'enregistrement de l'album d'Ultravox, Vienna qui sort également en 1980. La chanson titre, extraite en single, obtient un important succès en Europe et en Océanie, atteignant la 1re place en Belgique et aux Pays-Bas, la 2e place au Royaume-Uni et en Nouvelle-Zélande,. Associé au mouvement des Nouveaux Romantiques, Ultravox devient un des fers de lance de la new wave.
En 1982, Midge Ure participe à l'enregistrement du deuxième album de Visage, The Anvil, par ailleurs sa dernière collaboration au projet, et entame sa carrière solo avec un single, No Regrets, une reprise de The Walker Brothers, qui est un nouveau succès en Grande-Bretagne (9e dans les charts).
La même année, il reprend la chanson The Man Who Sold the World de David Bowie sur la bande originale du film Party Party de Terry Winsor.
En 1983 sort The Bloodied Sword, un album de spoken word que Midge Ure a enregistré en collaboration avec Chris Cross, le bassiste d'Ultravox, et Maxwell Langdown. Midge Ure retrouve à cette occasion l'ancien batteur de Slik, Kenny Hyslop, qui a participé au projet sur quelques morceaux,.

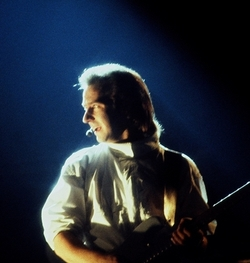
Midge Ure en 1984.

En 1984 Ultravox connaît un de ses plus importants succès avec le titre Dancing with Tears in My Eyes extrait de l'album Lament. Midge Ure écrit avec Bob Geldof la chanson du Band Aid: Do They Know It's Christmas? avec Phil Collins à la batterie. Le single caritatif, destiné à récolter des fonds pour lutter contre la famine en Éthiopie, sort à la fin de l'année et obtient un succès considérable, se classant en tête des ventes de nombreux pays. Il devient le single le plus vendu au Royaume-Uni et ne sera supplanté qu'en 1997 avec Candle in the Wind 1997 d'Elton John.
En 1985 Midge Ure sort son premier album en solo, The Gift, dont est extrait If I Was qui se classe en tête des charts britanniques.
Tous ces projets ont mis Ultravox au second plan et le groupe finit par se dissoudre en 1988.
Midge Ure se consacre à sa carrière solo. Il connaît un beau succès en France en Suisse en Allemagne et surtout en Autriche (n°1) avec la chanson Breathe, tirée de l'album homonyme sorti en 1996. Le titre est choisi pour illustrer un spot publicitaire télévisé pour la marque de montres Swatch diffusé en 1998,.
En 2005 il organise le concert Live 8 avec Bob Geldof dans le but de faire pression sur les acteurs du G8 pour supprimer la dette publique des pays les plus pauvres. La même année, il est décoré officier de l'ordre de l'Empire britannique pour service à la musique et à la charité.
En 2008, il reforme Ultravox. Le groupe a sorti un album en 2012, Brilliant. Alors que le projet de sortir un nouvel album de Visage prend corps et que Midge Ure y participe (à l'instar des autres anciens membres), le projet est avorté. Puis, deux ans après Steve Strange reforme le groupe, mais sans les anciens membres. Midge Ure continue de mener sa carrière solo en parallèle. En 2014, il sort son album solo Fragile, qui contient entre autres la chanson Dark, dark night qu'il a co-écrite avec Moby. On retrouve dans cet album ce qui a forgé la musique de Midge Ure à travers les 4 décennies précédentes (mélange de synthés, guitares et une large palette vocale).
En 2015, il participe indirectement à l'ultime album de Visage intitulé Demons to Diamonds. En effet, Midge Ure autorise que sa chanson Become, composée en 1995, figure sur l'album dans une version chantée par Steve Strange.

## Vie privée
Midge Ure s'est marié deux fois. Sa première épouse était Annabel Giles avec qui il a eu une fille, Molly, qui a suivi les traces de son père en devenant à son tour musicienne en tant que membre du groupe The Faders avant d'entamer une carrière solo.
Il est marié avec Sheridan Forbes depuis 2003. Trois enfants sont nés de cette seconde union.

## Discographie

### Albums studio
- 1985 - The Gift (réédité en 1996 avec 4 titres bonus)
- 1988 - Answers to Nothing (réédité en 1998 avec 4 titres bonus)
- 1991 - Pure (réédité en 2009 avec Breathe sous le titre Pure + Breathe avec des titres bonus)
- 1996 - Breathe (réédité en 2009 avec Pure sous le titre Pure + Breathe avec des titres bonus)
- 2000 - Went to Coney Island on a Mission from God... Be Back by Five (BO du film Went to Coney Island on a Mission from God... Be Back by Five (en))
- 2001 - Move Me (réédité en 2006 sous le titre Move Me + avec des titres bonus)
- 2008 - 10 (Album de reprises)
- 2014 - Fragile
- 2017 - Orchestrated

### Albums live
- 1999 - Live in Concert
- 2001 - A Glorious Noise – Breathe Live (disponible via le site officiel)
- 2002 - Intimate Moments: 12–22 April 2002 (disponible via le site officiel)
- 2002 - One Night in Scotland: 21 November 1988 (disponible via le site officiel)
- 2003 - Once Upon a Time in America (disponible via le site officiel)
- 2004 - Septemberfest (disponible via le site officiel)
- 2005 - If I Was: Sampled Looped And Trigger Happy On Tour (disponible via le site officiel)
- 2005 - Re*Live
- 2006 - Duet (avec Troy Donockley) (disponible via le site officiel)
- 2007 - A Live Christmas Gift (disponible via le site officiel)
- 2008 - Intimate Moments 2 (disponible via le site officiel)
- 2013 - Live in Chicago (disponible via le site officiel)
- 2024 - Live at The Royal Albert Hall 04.10.23

### Compilations
- 1993 - If I Was: The Very Best of Midge Ure & Ultravox
- 2000 - No Regrets: The Very Best of Midge Ure
- 2001 - The Very Best of Midge Ure & Ultravox
- 2001 - Little Orphans (compilation de demos rares ou inédits, disponible via le site officiel)
- 2019 - Soundtrack: 1978-2019 (compilation de singles, versions alternatives ou inédites, plus collaborations avec artistes tels que Kate Bush, Moby ou Mick Karn...)

### Singles
- 1982 - No Regrets
- 1982 - The Man Who Sold the World ( Reprise de David Bowie )
- 1983 - After a Fashion (avec Mick Karn)
- 1985 - If I Was
- 1985 - That Certain Smile
- 1986 - Wastelands
- 1986 - Call of the Wild
- 1988 - Answers to Nothing
- 1988 - Dear God
- 1991 - Cold, Cold Heart
- 1991 - I See Hope (In The Morning Light)
- 1992 - Let it Go?
- 1996 - Breathe
- 1996 - Guns and Arrows
- 1998 - Fields of Fire
- 2001 - Move Me
- 2001 - Beneath a Spielberg Sky
- 2007 - Personal Heaven (avec le groupe X-Perience)
- 2014 - I Survived

## Discographie en tant que membre de groupes (albums)

### Slik
- 1976 - Slik

### Rich Kids
- 1978 - Ghosts of Princes in Towers

### Visage
- 1980 - Visage
- 1982 - The Anvil

### The Bloodied Sword
- 1983 - The Bloodied Sword

### Ultravox
- 1980 - Vienna
- 1981 - Rage in Eden
- 1982 - Quartet
- 1983 - Monument: The Soundtrack (live)
- 1984 - Lament
- 1986 - U-Vox
- 2010 - Return to Eden - Live at the Roundhouse
- 2012 - Brilliant